# Zythos

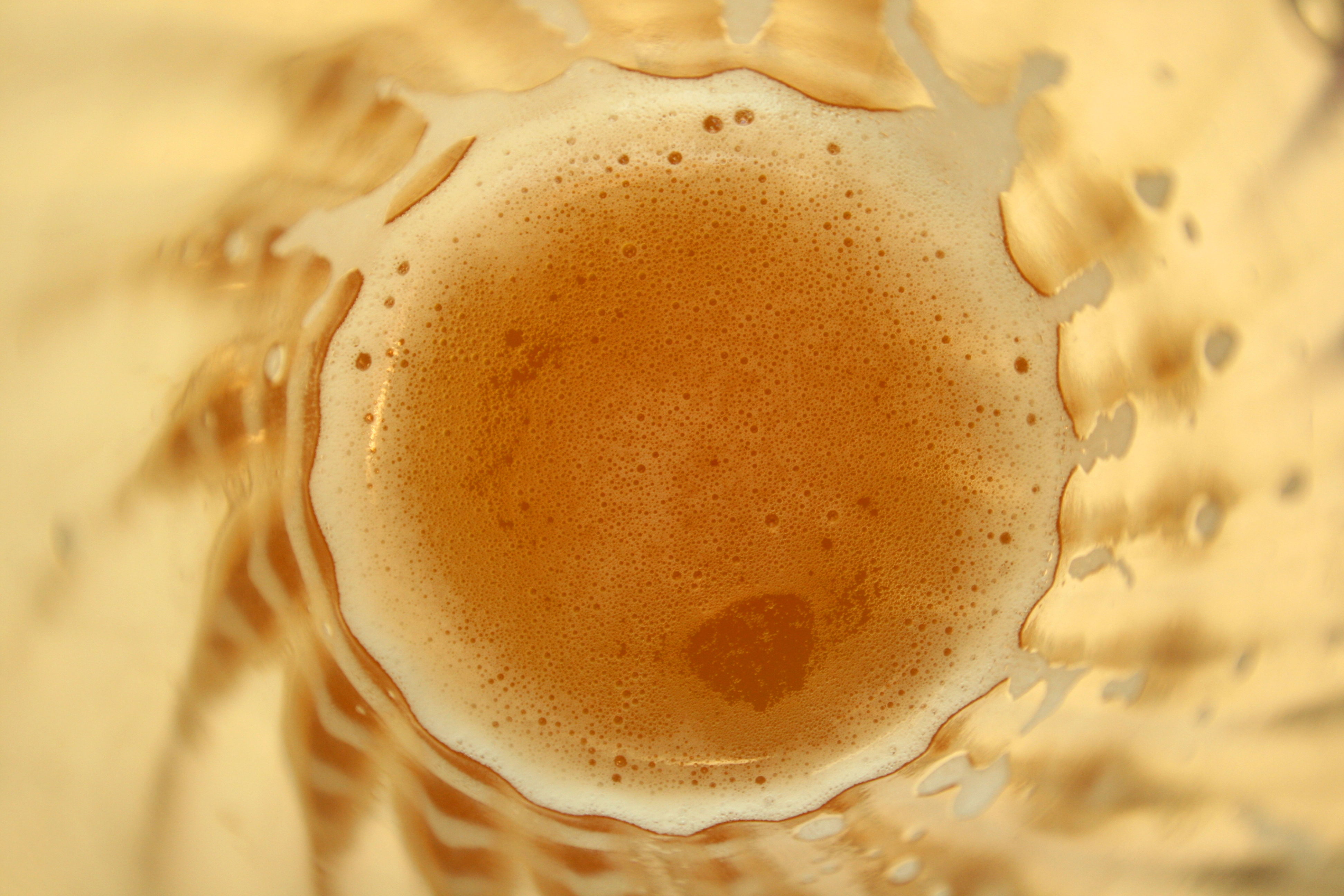
Se afirma que zythos pudo haber sido la cerveza de los pueblos prerrománicos, aunque la polémica entre expertos establece que bien puede ser la sidra primitiva.

Zythos (cerveza en griego -ζῦθος-, y éste del egipcio) era la bebida alcohólica habitual de los celtíberos antes de la llegada del Imperio romano y la consecuente conquista de Hispania. Esta bebida se realizaba por fermentación alcohólica de cereales, lo que la convertía en una especie de proto-cerveza. Algunos autores dudan que esta bebida proviniese de la cerveza y que fuese más una fermentación de frutas, dando lugar a la sidra actual, propia de los astures.

## Controversia
El geógrafo e historiador griego Estrabón del siglo I a. C., menciona el uso de una bebida denominada zythos (zytho etiam utuntur, vini parum habent) . Esta cita tan ambigua ha dado lugar a discusiones entre los expertos, ya que algunos autores posteriores han interpretado que podría ser la sidra de las tribus montañesas asentadas en el norte de la península ibérica. Esta mención ha sido discusión abierta entre investigadores modernos, Su nombre podría haber degenerado desde zythos a cicera. Alegando que antes de los romanos en la zona del norte de España no había una producción de cereales tan abundante como para elaborar este tipo de bebidas. 
El texto completo:

Montani duobus anni temporibus glande vescuntur querna, siccatam indeque contufam molentes, atque e farina panem conficientes: itaque eas ad fuum tempus reponunt. Zytho etiam utuntur: vini parum habent, quod provenit, statim in convivia cum cognatis infumunt. Butyrum eis olei ufum implet.

Y más tarde:

méjri Cantabrorum, usque ad Vascones et Pyrenam : omnes enim eodem vivunt modo.

Está extendida la creencia de que el texto es referido a los astures y su actual bebida regional, la sidra, pero como se puede ver en el texto de Estrabon se extiende estas costumbres a todos los territorios del norte peninsular desde los galaicos "hasta" los vascones (excluidos estos ya que la preposición griega que utiliza Estrabon originalmente significa "hasta el límite de" y coincide con la distribución geográfica de la época donde los mismos tocaban escasamente la costa cantábrica).
Otros autores sostienen que esta bebida se debe a una proto-cerveza elaborada con la fermentación de cereales, fundamentando sus consecuencias en evidencias de arqueología experimental. Estas investigaciones arqueológicas muestran el uso de cereales en alguna de las etapas de la elaboración de esta bebida, según ellos suficiente como para afirmar que es una bebida procedente de la cerveza. Sin embargo, más al norte de Soría, en las regiones cantábricas a las que se refería el texto, en Asturias concretamente, las investigaciones arqueológicas muestran la escasa presencia de cereales, cosa que por otra parte la climatología de la región también corrobora, por lo que otorgan más peso a la sidra como bebida a la que se refiere el término